# Dennis Franz
Dennis Franz (nacido como Dennis Franz Schlachta) es un actor dramático de cine y televisión germano-estadounidense, nacido el 28 de octubre de 1944 en Chicago, Illinois.

## Biografía
Hijo de inmigrantes germanos Eleanor, una cartero, y Ed Franz Schlachta, panadero y también cartero. Tiene dos hermanas mayores, Marlene (nacida en 1938) y Heidi (nacida en 1935). Se graduó de la Universidad del Sur de Illinois y fue reclutado inmediatamente en el ejército de los Estados Unidos. Sirvió once meses en Vietnam en una unidad de reconocimiento, y una vez licenciado sufrió depresión durante un tiempo.

## Carrera actoral
En 1972 ingresó en la Compañía de Teatro Orgánico. Poco tiempo después, Robert Altman lo descubrió en una audición y le instó a ir a la ciudad de Los Ángeles, California, donde se convirtió en parte de la sociedad residente de Altman.
Dentro de sus papeles, se destacan los que ha realizado como policía en las series NYPD Blue y Hill Street Blues. Además ha aparecido en varios programas como invitado del estilo The A-Team. También interpretó al odioso capitán Carmine Lorenzo, en la película de acción de 1990  Die Hard 2 y como Nathaniel Messinger en la película City of Angels, con Nicolas Cage en 1998.
Apareció como estrella en Los Simpson, en el episodio Homer Badman (1994). Cuando Homer es acusado de acosar sexualmente a una niñera, del caso se convierte en un caso de tabloides, generando un explosión mediática en la cadena Fox con el telefilme, Homero S.: Retrato de un asno-Grabber, en la que interpreta Homer.
Actuó como "Earl", un esposo maltratador, en el vídeo del grupo femenino de country Dixie Chicks titulado «Goodbye Earl».
Franz ha quedado fuera de la actuación desde el año 2005, para centrarse en su vida privada. Él ha dicho Access Hollywood que estaría interesado en volver a actuar si se le da la oportunidad adecuada.

## Vida privada
Conoció a Joanie Zeck en el Día de los Inocentes del año 1982 y la ayudó en la crianza de sus dos hijas, Krista (nacido en 1976) y Tricia (nacido 1974). Se casaron trece años más tarde, en Carmel, California.

## Filmografía

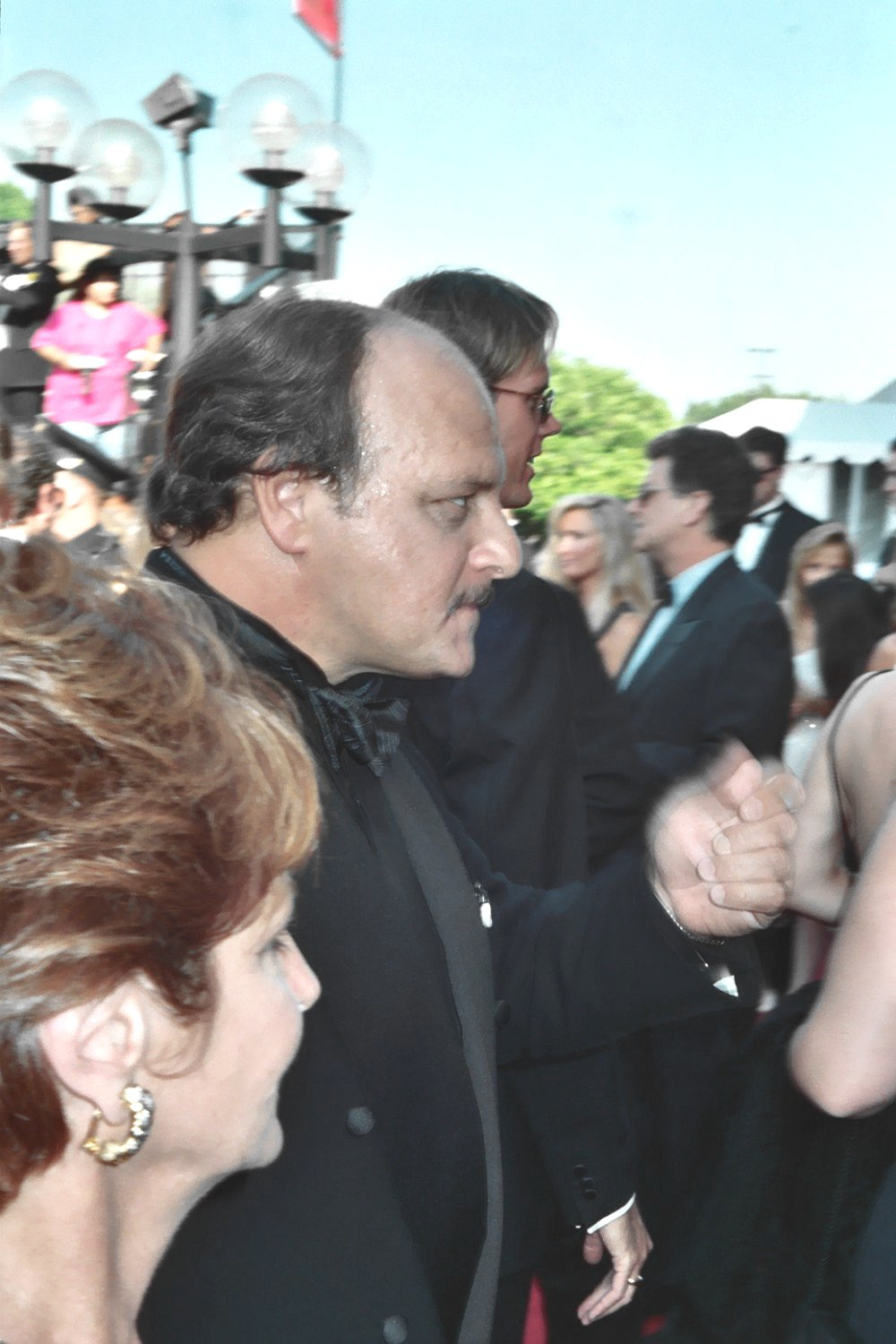
Dennis Franz en la entrega de los Premios Emmy del 1 de septiembre de 1994.

### Cine
| Año  | Título                                     | Personaje               | Observaciones |
| ---- | ------------------------------------------ | ----------------------- | ------------- |
| 1978 | Remember My Name                           | Franks                  |               |
| 1978 | The Fury                                   | Bob                     |               |
| 1978 | Un día de boda                             | Koons                   |               |
| 1978 | Stony Island                               | Jerry Domino            |               |
| 1979 | A Perfect Couple                           | Costa                   |               |
| 1979 | Bleacher Bums                              | Zig                     | Telefilme     |
| 1980 | Dressed to Kill                            | Detective Marino        |               |
| 1980 | Popeye                                     | Spike                   |               |
| 1981 | Blow Out                                   | Manny Karp              |               |
| 1983 | Psicosis II                                | Warren Toomey           |               |
| 1984 | Body Double                                | Rubin                   |               |
| 1985 | Deadly Messages                            | Detective Max Lucas     | Telefilme     |
| 1986 | A Fine Mess                                | Phil                    | No acreditado |
| 1987 | Tales from the Hollywood Hills             | Louie                   | Telefilme     |
| 1989 | Kiss Shot                                  | Max Fleischer           | Telefilme     |
| 1989 | The Package                                | Teniente Milan Delich   |               |
| 1990 | Die Hard 2                                 | Capitán Carmine Lorenzo |               |
| 1990 | Nasty Boys, Part 2: Lone Justice           | Teniente Stan Krieger   | Telefilme     |
| 1991 | NYPD Mounted                               | Tony Spampatta          | Telefilme     |
| 1991 | The Sid Story                              | Sid                     |               |
| 1992 | In the Line of Duty: Siege at Marion       | Bob Bryant              |               |
| 1994 | Moment of Truth: Caught in the Crossfire   | Gus Payne               | Telefilme     |
| 1995 | Texas Justice                              | Richard Haynes          |               |
| 1996 | Healing the Hate                           | Presentador             |               |
| 1996 | American Buffalo                           | Don Dubrow              |               |
| 1997 | Mighty Ducks the Movie: The First Face-Off | Capitán Klegghorn       |               |
| 1998 | City of Angels                             | Nathaniel Messinger     |               |

### Televisión
| Año       | Título              | Papel                   | Notas                             |
| --------- | ------------------- | ----------------------- | --------------------------------- |
| 1982      | Chicago Story       | Agente Joe Gilland      | 13 episodios                      |
| 1983-1987 | Hill Street Blues   | Teniente Norman Buntz   | 46 episodios                      |
| 1983      | Bay City Blues      | Angelo Carbone          | 8 episodios                       |
| 1984      | The A-Team          | Sam Friendly            | Episodio: "Chopping Spree"        |
| 1985      | The A-Team          | Brooks                  | Episodio: "Beverly Hills Assault" |
| 1985      | Hunter              | Sargento Jackie Molinas | 2 episodios                       |
| 1987-1988 | Beverly Hills Buntz | Norman Buntz            | 13 episodios                      |
| 1989      | Matlock             | Jack Brennert           | 2 episodios                       |
| 1990      | Nasty Boys          | Teniente Stan Krieger   | 12 episodios                      |
| 1993-2005 | NYPD Blue           | Detective Andy Sipowicz | 261 episodios                     |
| 1994      | The Simpsons        | Él mismo                | Episodio: Homer Badman            |
| 1996-1997 | Mighty Ducks        | Capitán Klegghorn       | 17 episodios                      |